# 福島大笹生インターチェンジ
福島大笹生インターチェンジ（ふくしまおおざそうインターチェンジ）は、福島県福島市大笹生にある東北中央自動車道のインターチェンジ（地域活性化インターチェンジ）である。
当ICから山形方面は長大トンネルである栗子トンネルがあるため、危険物積載車両の通行が禁止されている。当ICが福島県側の最終出口であるため、当該車両はここで一般道へ降りる必要がある。

## 歴史
- 2012年（平成24年）4月20日 : 地域活性化インターチェンジとして連結許可がおりる[2]。
- 2016年（平成28年）2月17日 : IC名称が「大笹生IC（仮称）」から「福島大笹生IC」に正式決定する[3]。
- 2016年（平成28年）9月11日 : 福島JCT - 福島大笹生IC間が開通する[4]。
- 2017年（平成29年）11月4日 : 福島大笹生IC - 米沢北IC間が開通する[5]。
- 2024年（令和6年）3月29日：国土交通省の社会実験事業として、高速道路一時退出実験の試行開始[6]（ETC2.0搭載車に限定して、東北自動車道から福島JCT料金所を経由して当ICで流出し、隣接する道の駅ふくしまに立ち寄り後、2時間以内に当ICから再流入して福島JCT料金所を経由し東北自動車道の順方向に利用の場合、目的地まで高速道路を降りずに利用した場合と同じ料金に調整される。）。

## 周辺
- 寿果樹園
- 神明神社
- 福島市立大笹生小学校
- 道の駅ふくしま[7]

## 接続する道路

### 直接接続

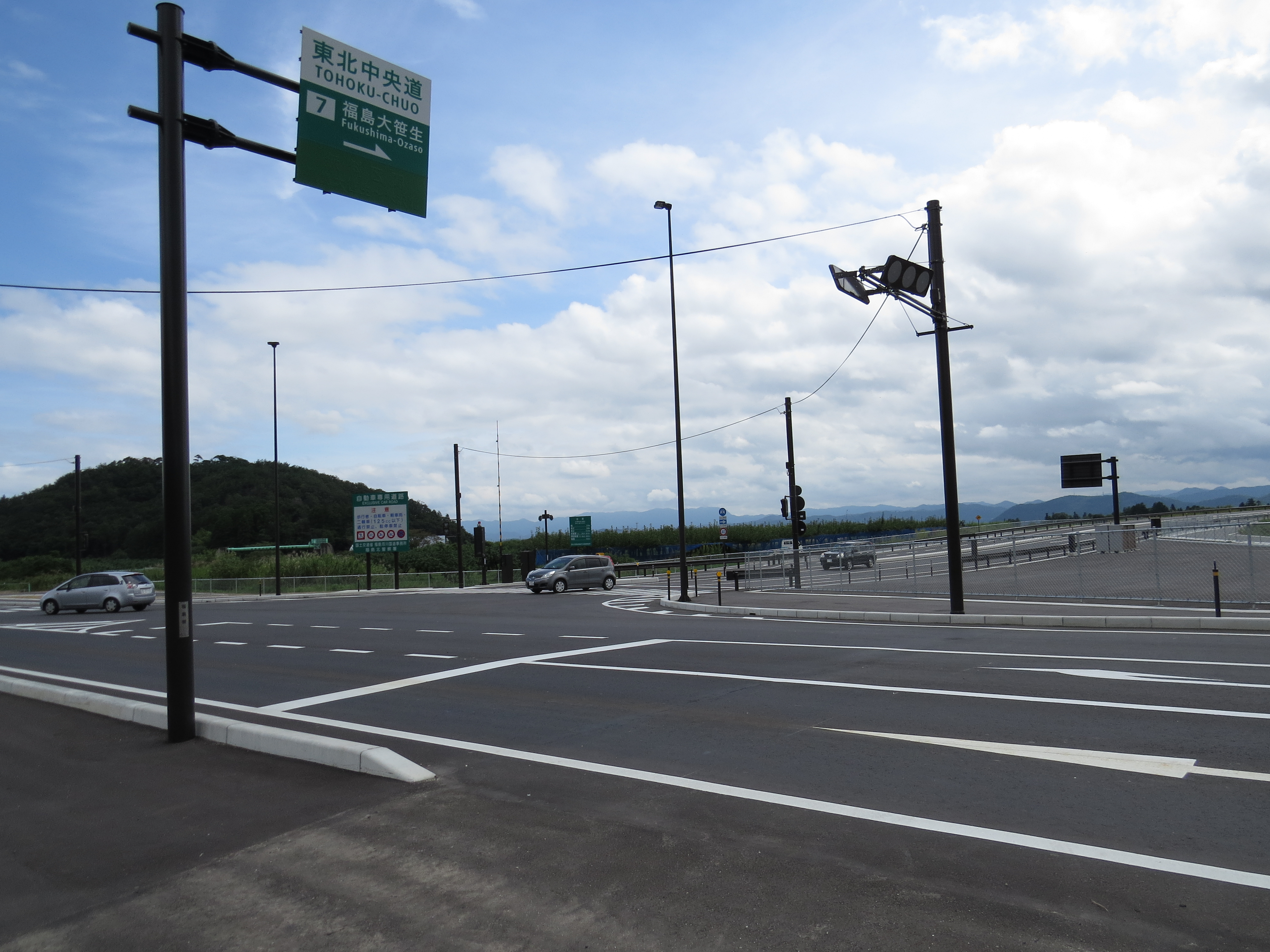
福島県道5号上名倉飯坂伊達線との接続部付近（2016年9月）

- 福島県道5号上名倉飯坂伊達線（フルーツライン）

### 間接接続
- 国道13号（県道5号を北に3 km経由。仙台方面からは大回りになってしまうため、何かの理由で迂回する必要がない限りは福島飯坂インターチェンジを経由したほうがよい）

## 料金所
当ICは国土交通省が管轄する新直轄区間として建設された無料区間であるため、料金所は設置されていない。
当ICを含む福島JCT料金所から米沢北IC間が無料区間である。東北自動車道方面へ向かった場合は有料である。

## 隣
E13 東北中央自動車道
(21-1) 福島JCT - (21-1) 福島JCT料金所 - (7) 福島大笹生IC - 栗子トンネル - (8) 米沢八幡原IC